# Liste der Kulturdenkmale in Fleckeby
In der Liste der Kulturdenkmale in Fleckeby sind alle Kulturdenkmale der schleswig-holsteinischen Gemeinde Fleckeby (Kreis Rendsburg-Eckernförde) und ihrer Ortsteile aufgelistet (Stand: 14. April 2025).
Die Bodendenkmale sind in der Liste der Bodendenkmale in Fleckeby aufgeführt.

## Legende
In den Spalten befinden sich folgende Informationen:
- Objekt-ID: die Nummer des Kulturdenkmales
- Lage: die Adresse des Kulturdenkmales und die geographischen Koordinaten. Kartenansicht, um Koordinaten zu setzen. In der Kartenansicht sind Kulturdenkmale ohne Koordinaten mit einem roten Marker dargestellt und können in der Karte gesetzt werden. Kulturdenkmale ohne Bild sind mit einem blauen Marker gekennzeichnet, Kulturdenkmale mit Bild mit einem grünen Marker.
- Offizielle Bezeichnung: Bezeichnung des Kulturdenkmales
- Beschreibung: die Beschreibung des Kulturdenkmales
- Bild: ein Bild des Kulturdenkmales

## Bauliche Anlagen
| Objekt-ID      | Lage                                            | Offizielle Bezeichnung | Beschreibung | Bild                             |
| -------------- | ----------------------------------------------- | ---------------------- | --- | -------------------------------- |
| 31698 Wikidata | Am Holm 2 (54° 29′ 0″ N, 9° 42′ 15″ O)          | Grund- und Hauptschule | Grund- und Hauptschule; bez. 1949; freistehender breitgelagerter eingeschossiger Halbwalmdachbau mit Giebelrisalit und überdeckten Freibereichen, Putzfassade mit reduzierter Gliederung - Begründung: geschichtlich, wissenschaftlich, städtebaulich - Schutzumfang: gesamtes Objekt - Denkmaltyp: Bauliche Anlage                                                                      | Fotos hochladen                  |
| 7744 Wikidata  | Am Holm 2 (54° 29′ 0″ N, 9° 42′ 13″ O)          | ehem. Hardesvogtei     | ehem. Hardesvogtei; von 1856; breitgelagerter eingeschossiger Flachsatteldachbau mit Mittelrisalit und Kniestock, Putzfassade mit reduzierter Gliederung und Schieferdeckung - Begründung: geschichtlich, wissenschaftlich - Schutzumfang: gesamtes Objekt - Denkmaltyp: Bauliche Anlage                                                                                                 | Fotos hochladen                  |
| 39895 Wikidata | Hauptstraße 8 (54° 28′ 57″ N, 9° 41′ 57″ O)     | Wohnhaus               | Wohnhaus; 1920er Jahre; freistehender eingeschossiger Mansarddachbau mit rundem Standerker und Terrasse sowie hakenförmig angesetztem Mansarddachbau und niedrigem Satteldachanbau, Ziegelfassade mit expressionistischer Gliederung; Einfriedung aus Natursteinmauerwerk - Begründung: geschichtlich, städtebaulich - Schutzumfang: Wohnhaus, Einfriedung - Denkmaltyp: Bauliche Anlage | Fotos hochladen                  |
| 7745 Wikidata  | Louisenlunder Weg (54° 28′ 57″ N, 9° 41′ 27″ O) | Kapelle / Kreuzkirche  | Alteintragung (Aktualisierung vorgesehen) - Begründung: geschichtlich, künstlerisch, städtebaulich - Schutzumfang: Alteintragung (Aktualisierung vorgesehen) - Denkmaltyp: Bauliche Anlage | weitere Fotos \| Fotos hochladen |

## Quelle
- Liste der Kulturdenkmale in Schleswig-Holstein – Kreis Rendsburg-Eckernförde

- Karte mit allen Koordinaten:
- OSM |
- WikiMap